# 神野哲夫
神野 哲夫（かんの てつお、1940年 - ）は、日本の脳神経外科医。

## 略歴
三重県生まれ。1965年、慶応義塾大学医学部を卒業する。
1979年、藤田保健衛生大学脳神経外科教授。1993年、藤田保健衛生大学救命救急センター長。2003年、藤田保健衛生大学病院長。
2005年、世界脳神経外科連盟副会長。2009年に同名誉会長。

## 専門分野
脳神経外科、特に、脳腫瘍、顔面痙攣、三叉神経痛、遷延性意識障害の治療が専門分野である。
1985年、遷延性意識障害（植物症）の治療法として、脊髄後索電気刺激法の開発に携わる。心臓のペースメーカーと似たの装置を、外科手術で、皮下に埋め、脊髄の2番目の頚椎である後索を電気刺激する方法である。200例で54％の患者に、成果が出たとしている。

## 著作
- 『脳卒中で死なない知恵』(リヨン社、1984年5月)ISBN 9784576840154
- 『脳外科だからできること』(リヨン社、2000年9月)ISBN 9784576006741
- 『脳卒中で36の知恵』(リヨン社、2001年5月)ISBN 9784576010489
- 『老人外来風景』（文芸社、2012年2月）
- 『人生　下山の作法』（文芸社、2014年3月）
- 『かかりつけ医の選び方』（ルネッサンス・アイ、2014年11月）
- 『心に残るあの一言、あの一文』（ルネッサンス・アイ、2015年9月）
- 『「病」だけ診るな「人」をみよ』（ルネッサンス・アイ、2017年1月）